# Микенас, Алюс
Алюс Микенас (лит. Alius Mikėnas, род. 22 сентября 1955 года, Вильнюс, Литовская ССР) — советский и литовский шахматист, международный мастер ИКЧФ (1997).
В 1980 году окончил экономический факультет Вильнюсского университета. Специалист по математической экономике.
Участник десяти чемпионатов Литовской ССР и независимой Литвы.
В составе сборной Литовской ССР участник Всесоюзной шахматной олимпиады 1972 года.
Главных успехов добился в заочных шахматах. В составе сборной Литовской ССР победитель 7-го командного чемпионата СССР по переписке (1982—1984 гг.). Победитель 50-го чемпионата Европы (1994—1998 гг.).
Сын Владаса Микенаса. В 1994 году в память об отце основал фонд его имени.

## Спортивные результаты
| Год                       | Город                                                           | Соревнование                                                                | + | −  | = | Результат | Место             |
| ------------------------- | --------------------------------------------------------------- | --------------------------------------------------------------------------- | - | -- | - | --------- | ----------------- |
| 1971                      | Вильнюс                                                         | Чемпионат Литовской ССР                                                     | 1 | 7  | 8 | 5 из 16   | 16                |
| 1972                      | Москва                                                          | Всесоюзная шахматная олимпиада (сборная Литовской ССР, 3-я юношеская доска) |   |    |   | 3 из 8    |                   |
| 1974                      | Вильнюс                                                         | Чемпионат Литовской ССР                                                     | 1 | 6  | 8 | 5 из 15   | 14                |
| 1978                      | Вильнюс                                                         | Чемпионат Литовской ССР                                                     | 3 | 8  | 6 | 6 из 17   | 15—16             |
| 1979                      | Паневежис                                                       | Чемпионат Литовской ССР                                                     | 4 | 7  | 4 | 6 из 15   | 12—13             |
| 1982                      | Плунге                                                          | Чемпионат Литовской ССР                                                     | 3 | 8  | 2 | 4 из 13   | 12                |
| 1984                      | Клайпеда                                                        | Чемпионат Литовской ССР                                                     | 5 | 6  | 2 | 6 из 13   | 8                 |
| 1992                      | Вильнюс                                                         | Чемпионат Литвы                                                             |   |    |   | 5½ из 9   | 18—26             |
| 1995                      | Вильнюс                                                         | Чемпионат Литвы                                                             | 5 | 3  | 1 | 5½ из 9   | 10—12             |
| 1996                      | Вильнюс                                                         | Чемпионат Литвы                                                             | 3 | 3  | 3 | 4½ из 9   | 18—23             |
| 2001                      | Каунас                                                          | Чемпионат Литвы                                                             | 2 | 11 | 0 | 2 из 13   | 14                |
| СОРЕВНОВАНИЯ ПО ПЕРЕПИСКЕ |                                                                 |                                                                             |   |    |   |           |                   |
| 1982—1984                 | 7-й командный чемпионат СССР (сборная Литовской ССР, 8-я доска) | 7-й командный чемпионат СССР (сборная Литовской ССР, 8-я доска)             |   |    |   | 12½ из 16 | Команда — чемпион |
| 1994—1998                 | 50-й чемпионат Европы                                           | 50-й чемпионат Европы                                                       |   |    |   |           | 1                 |

## Изменения рейтинга
| Графики недоступны из-за технических проблем. См. информацию на Фабрикаторе и на mediawiki.org. |